# Rhinella ornatus
Rhinella ornatus és una espècie de gripau de la família Bufonidae. Es troba al Brasil i possiblement Argentina. El seu hàbitat natural inclou boscos secs tropicals o subtropicals, rius i llacs d'aigua dolça. Està amenaçada d'extinció.